# Sender Wolvertem
Der Sender Wolvertem war ein Rundfunksender der VRT. Er befand sich etwa 15 Kilometer Luftlinie nördlich vom Stadtzentrum der belgischen Hauptstadt Brüssel, auf einem Gelände am nordwestlichen Ortsrand der Siedlung Impde, die zur Gemeinde Meise gehört.

## Sendetechnik
Die Anlage von Wolvertem besaß vier Antennenmasten und galt neben den Sendeeinrichtungen bei Wavre als zweiter großer Mittelwellensender in Belgien. Der Sender diente zur Verbreitung des 1. Programms auf der Frequenz 927 kHz mit 300 kW und benutzte einen auf dem Stationsgelände befindlichen 165 Meter hohen, gegen Erde isolierten Stahlfachwerkmast.
Bis März 2008 wurde von Wolvertem auch auf der Frequenz 1512 kHz das Programm des belgischen Auslandsdienstes verbreitet, wofür eine T-Antenne, welche an zwei je 90 Meter hohen Stahlfachwerkmasten aufgehängt war, eingesetzt wurde.
Ein vierter, 80 Meter hoher Sendemast auf dem Stationsgelände diente als Reserveantenne für beide Frequenzen.
Am 31. Dezember 2011 wurde auch die letzte Frequenz 927 kHz abgeschaltet und alle vier Sendemasten am 26. Juni 2017 gesprengt.